# Scheepssterkte

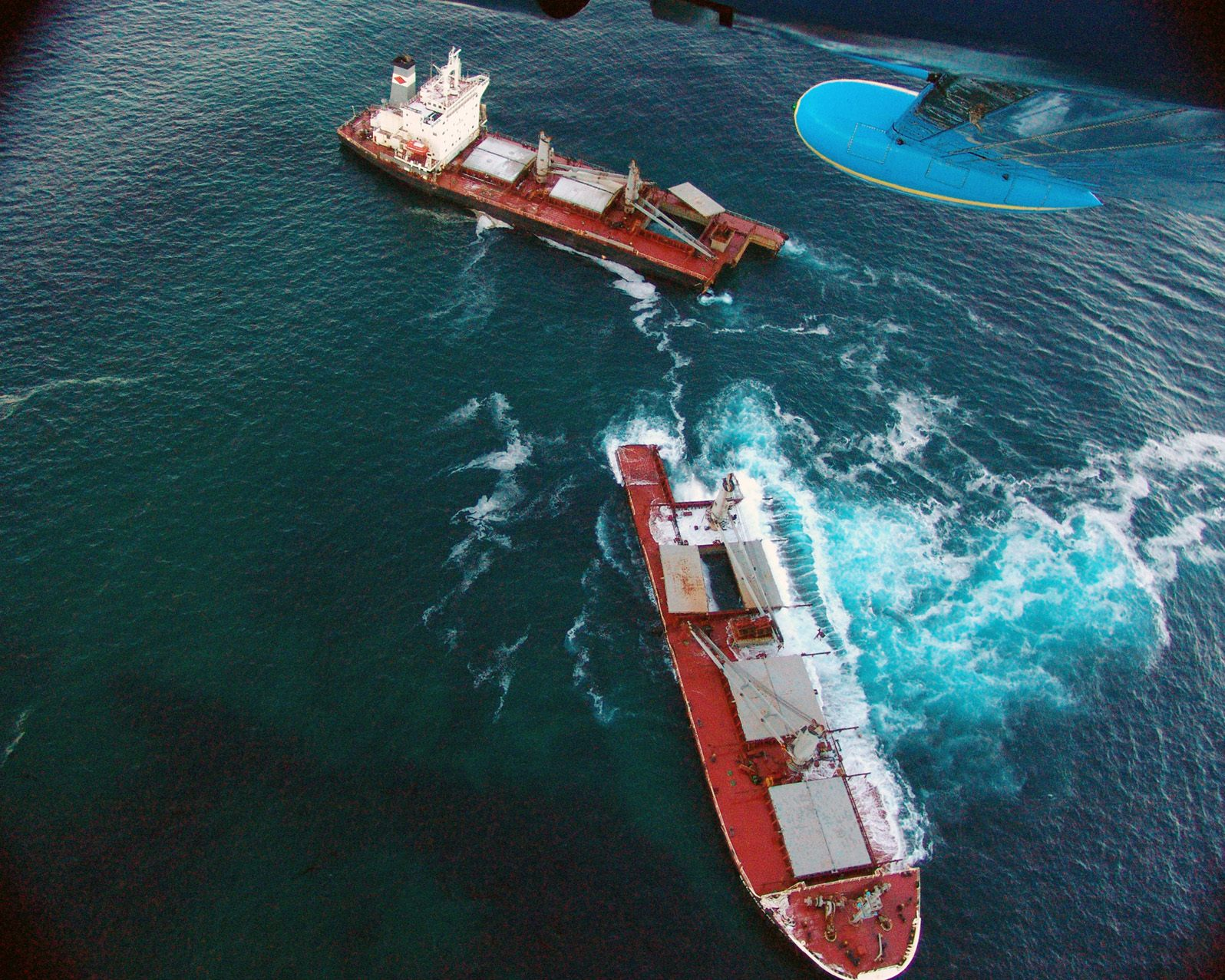
De in tweeën gebroken Selendang Ayu.

Scheepssterkte is de mate waarin een schip de diverse belastingen kan weerstaan. Deze belastingen veroorzaken een spanning in het materiaal dat op zijn beurt een vervorming veroorzaakt. Het is het onderdeel van de sterkteleer en dusdanig gecompliceerd door de vele variabelen, dat een groot deel van de sterkteberekeningen over het algemeen wordt gebaseerd op standaardcondities, hoewel de eindige-elementenmethode steeds meer gebruikt wordt.

## Inwendige krachten, koppels en spanningen
Een belasting op een voorwerp veroorzaakt een vormververandering. De mate van vervorming hangt af van de stijfheid van het materiaal. Deze wordt bepaald door de cohesie van de moleculen, waardoor er inwendige krachten optreden bij vormverandering.
Deze inwendige krachten zijn onder te verdelen in:
- een normaalkracht Fn die loodrecht op de dwarsdoorsnede staat. Hierbij wordt onderscheid gemaakt tussen een trekkracht van de dwarsdoorsnede af en een drukkracht naar de dwarsdoorsnede toe;
- een buigend koppel die loodrecht werkt op de dwarsdoorsnede, waarbij de grootte wordt uitgedrukt als buigend moment Mb;
- een dwarskracht Fd, ook wel schuifkracht genoemd, dat zich in het vlak van de dwarsdoorsnede bevinden;
- een wringend koppel dat in het vlak van de dwarsdoorsnede werkt, waarbij de grootte wordt uitgedrukt als wringend moment Mw.

Een kracht F die op een oppervlakte A werkt, veroorzaakt een spanning σ:
{\displaystyle \sigma ={\frac {F}{A}}}
Net als kracht is spanning een richtingsgrootheid. Een willekeurig gerichte spanning kan onderverdeeld worden in een normaalspanning σ – trek- dan wel drukspanning – en een schuifspanning of wringspanning .

## Belastingen
Deze belastingen zijn onder te verdelen in die bij vlakwater, zeegang en tijdens het varen.

### Vlakwater
De vlakwaterbelastingen worden veroorzaakt door het gewicht van de scheepsconstructie, brandstof, bunkers en lading, en de daar tegenin werkende opwaartse kracht van het water. Deze dwarskrachten veroorzaken een buigend moment waardoor hogging of sagging — opbuiging of doorbuiging — optreedt.

### Zeegang
In zeegang varieert de opwaartse kracht door de wisselende golfhoogten.

### Vaart lopen
Zodra een schip vaart gaat lopen, treden er extra belastingen op:
- voorwaartse kracht van de voortstuwer;
- trillingen van de motor en schroef;
- belasting van de boeg- en hekgolf;
- belasting door roergeven;
- wringingsbelasting door asymmetrische golfverdeling;
- traagheidskrachten door het stampen en slingeren van het schip.

## Sterkte
De sterkte wordt onderverdeeld in:
- langsscheepse sterkte;
- dwarsscheepse sterkte;
- torsiesterkte;
- plaatselijke sterkte.

### Langsscheepse sterkte
Langsscheepse sterkte is de weerstand om de langsscheepse dwarskrachten en buigende momenten te weerstaan. Deze veroorzaken buig- en schuifspanningen waartegen de constructie bestand moet zijn.

#### Vlakwater-buigend moment

Een gebogen staaf met de neutrale lijn op radius ρ.

Buigend moment van een vierkante bak:
a) belastingskromme opgebouwd uit de verplaatsingskromme en de gewichtskromme
b) dwarskrachtenkromme
c) momentenkromme

In condities zonder zeegang is er een opwaartse kracht omhoog die afhankelijk is van de scheepsvorm. Over het algemeen is deze vorm in het midden voller dan voor en achter en is de opwaartse kracht in het midden dan ook het grootst. Het gewicht van schip en lading is tegengesteld gericht. Aangezien deze niet homogeen verdeeld is, zullen er buigende momenten ontstaan.
Een schip kan voorgesteld worden door een kokerbalk. Een massieve staaf waar een koppel op werkt en de buigspanning lineair verdeeld is, zal in de neutrale lijn of vezel geen buigspanning ondervinden, terwijl deze in de uiterste vezel – op afstand z van de neutrale vezel – maximaal is. Het weerstandsmoment W is daar maximaal:
{\displaystyle W={\frac {I}{z}}}
Om buiging tegen te gaan, is het dus voordelig om zo veel mogelijk materiaal te gebruiken op de plaatsen met het grootste oppervlaktetraagheidsmoment I. Dit is de uiterste vezel, in het geval van een schip is de bovenste vezel het dek en de onderste vezel de bodem.
Om de benodigde sterkte te bepalen, is het nodig de optredende dwarskrachten en buigende momenten te bepalen. Dit kan door over de lengte van het schip in de verplaatsingskromme of kromme van spantoppervlakten de opwaartse kracht en in de gewichtskromme het gewicht per lengte-eenheid uit te zetten. Opgeteld vormen deze de belastingskromme die te integreren is naar de dwarskrachtenkromme die op zijn beurt te integreren is naar de momentenkromme. Hiermee kan ook worden bepaald of de belading van een schip binnen de limieten valt.
Het maximum van het buigend moment bevindt zich ongeveer midscheeps en wordt het vlakwater-buigend moment of stilwater-buigend moment SWBM genoemd. Hier zou het weerstandsmoment dus zo groot mogelijk moeten zijn. Om dit te bereiken zou het schip hier de grootste hoogte moeten hebben om de afstand met de neutrale lijn zo groot mogelijk te maken. In de praktijk is de hoogte hier echter vaak minimaal en is deze maximaal bij de zeeg op het voorschip vanwege de zeewaardigheid. Vanwege deze sterkteoverwegingen zijn sommige binnenvaartschepen met een negatieve zeeg uitgerust.
Als een schip in het midden zwaarder is dan aan de uiteinden, zoals bij een geladen tanker, dan zal deze doorbuigen, wat sagging wordt genoemd. Hierbij is de bodem het belangrijkste sterktedeel. Als het middendeel lichter is dan de uiteinden, zoals bij een tanker in ballast, dan zal deze opbuigen. Dit wordt een kattenrug of hogging genoemd. Hierbij is het dek het belangrijkste sterktedeel.
In welke toestand het schip zich bevindt, kan soms het verschil zijn tussen een structurele schade en een ramp. Zo was de met lichte gasolie geladen Castor in een saggingconditie toen een gecorrodeerde tank begon te scheuren. Door de doorbuiging werd de scheur dichtgehouden, zodat het schip niet verging. De met zware stookolie geladen Erika hield midscheeps enkele tanken leeg om niet te diep te komen liggen en bevond zich in een hoggingconditie toen hevig gecorrodeerde ballasttanks begonnen te scheuren. Door de opbuiging kon de scheur doorzetten naar het dek en ging het schip verloren.

#### Golfbuigend moment

Golfbuigend moment door:
1. golfdal midscheeps
2. golftop midscheeps

In zeegang verandert de opwaartse kracht plaatselijk door het golfpatroon. Dit treedt het sterkst op als de golflengte gelijk is aan de lengte van het schip, de zogeheten standaardgolf. Als het golfdal zich in dit geval midscheeps bevindt, dan zal er extra doorbuiging optreden en bij een golftop extra opbuiging. Afhankelijk van de vlakwatertoestand van het schip zal een van de twee situaties het schip extra belasten. Hier moet bij het ontwerp rekening mee worden gehouden. Classificatiebureaus maken gebruik van empirische formules om het golfbuigend moment vast te stellen met daarin factoren voor:
- lengte;
- breedte;
- blokcoëfficiënt;
- dienst:
  - onbeperkt vaargebied;
  - beschutte wateren;
  - korte reizen.

In het geval van de Prestige werd het vlakwater-buigend moment ver overschreden toen door corrosie aangetaste ballasttanks volliepen na te zijn gescheurd. In beschutte wateren had het schip dit mogelijk kunnen weerstaan, maar door het toegevoegde golfbuigend moment brak het na zes dagen in tweeën.

### Dwarsscheepse sterkte

Dwarscheepse belasting in vlakwater en zeegang.

Dwarscheeps wordt een schip in vlakwater belast door de waterdruk die groter wordt met toenemende diepgang. De zijden, bodem en dek worden hierdoor belast door een buigend moment. Dit komt boven op de langscheepse belasting voor bodem en dek. Zodra een schip gaat slingeren in zeegang, gaat de constructie schranken, waardoor de hoeken tussen de zijden en dek en bodem extra belast worden.

### Torsiesterkte
Torsie is vooral door de komst van containerschepen een belangrijk punt bij de sterkteoverwegingen. Deze lange schepen hebben zeer grote openingen in het dek om zo veel mogelijk containers in het ruim te kunnen laden. De weerstand tegen wringing moet aan de bovenzijde worden opgebracht door de gangboorden. Wringing kan worden veroorzaakt door:
- asymmetrische belading;
- schuin inkomende golven;
- slingeren;
- hijsen van zware lasten met eigen laadgerei.

De weerstand tegen wringing wordt uitgedrukt in het weerstandsmoment tegen wringing Ww. Bij een staaf met diameter r geldt:
{\displaystyle W_{w}={I_{p} \over r}}
Ip is het polaire kwadratische oppervlaktemoment voor een cilinder:
{\displaystyle I_{p}={\pi  \over 2}r^{4}}
Voor een rechthoekige sectie met breedte b en hoogte h geldt:
{\displaystyle I_{p}={bh \over 12}(b^{2}+h^{2})}

### Plaatselijke sterkte
Naast de voor het gehele schip belastingen, is er ook sprake van plaatselijke belastingen, waar aparte verbanddelen voor worden aangebracht.

#### Hijgbelastingen
Het voor- en achterschip worden extra belast door de boeg- en hekgolf en de wisselende waterdruk tijdens het stampen van het schip.

#### Stampbelastingen
Tijdens het stampen wordt de bodem van het voor- en in mindere mate het achterschip belast. Vooral als het voorschip uit het water komt en met een klap terug valt, treden hier grote krachten op.

#### Voortstuwingsbelastingen
De voortstuwende kracht van de schroef wordt door middel van het stuwblok overgebracht op het schip. Trillingen die door schroef en motor worden opgewekt, zorgen voor extra belastingen.

#### Dokbelastingen
Als het schip voor onderhoud of reparatie in een dok ligt, rust het op dokblokken. De dokdruk veroorzaakt een extra belasting op de verticale kiel, de rest van de bodem, kim en zijden. Vergelijkbare krachten kunnen optreden als het schip aan de grond zit.

#### IJsbelastingen
Bij het varen door ijs wordt vooral de boeg van de romp belast door brekend ijs.

## Constructie

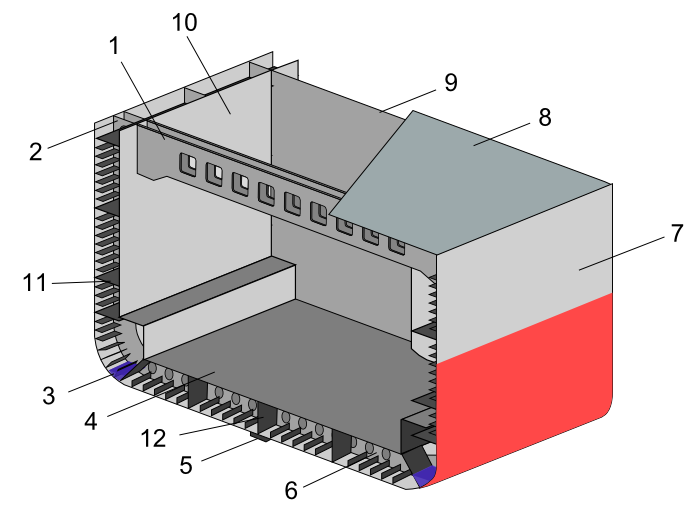
Langsspantensysteem.

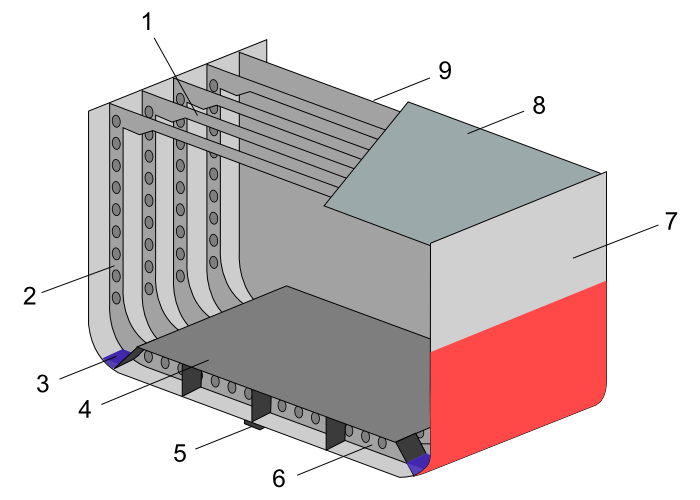
Dwarsspantensysteem.

De scheepsconstructie bestaat uit verbanddelen (scantlings) waarmee weerstand wordt geboden tegen de genoemde belastingen. Hier valt een onderdeling te maken die overeenkomt met die bij de diverse sterktes:
- langsverbanddelen;
- dwarsverbanddelen;
- plaatselijke verbanddelen;
- schrankverbanddelen.

Over het algemeen worden korte schepen gebouwd volgens het dwarsspantensysteem en lange schepen volgens het langsspantensysteem.

### Langsverbanddelen
Langsverbanddelen dienen vooral voor de langsscheepse sterkte en lopen grotendeels ononderbroken langsscheeps:
- verticale kiel en middenzaathout;
- vlakbeplating en langsspanten;
- tanktopbeplating en langskeerspanten;
- kantplaat;
- huidbeplating;
- dekbeplating (deels);
- langsdragers.

### Dwarsverbanddelen
Dwarsverbanddelen dienen vooral voor de dwarsscheepse sterkte:
- dwarsspanten;
- vrangen;
- dekbalken;
- schotten.

### Plaatselijke verbanddelen
Plaatselijke verbanddelen kunnen bestaan uit:
- schotten;
- stutten;
- knieën;
- fundaties.

Voor schepen die in ijs varen, wordt de romp verstevigd om de ijsbelasting op te vangen. Afhankelijk van de toegepaste ijsversterking verkrijgt het schip een bepaalde ijsklasse.

### Schrankverbanddelen
Op schepen met grote open dekken wordt de wringing tegengegaan door de schrankverbanddelen. Over het algemeen zijn dit verstevigde langs- en dwarsverbanddelen.